# Schizura nocens
Schizura nocens är en fjärilsart som beskrevs av Paul Dognin 1908. Schizura nocens ingår i släktet Schizura och familjen tandspinnare. Inga underarter finns listade.